# Filippo di Nevers
Filippo di Valois di Borgogna, noto anche come Filippo di Nevers, in francese Philippe de Bourgogne ou Philippe de Nevers (Villaines-en-Duesmois, dicembre 1389 – Azincourt, 24 ottobre 1415) fu conte di Nevers dal 1404 e di Rethel dal 1406 fino alla sua morte.

## Origine
Filippo era figlio del duca di Borgogna, Filippo II l'Ardito e della contessa di Fiandra, di Nevers, di Rethel, di Borgogna e d'Artois, e pretendente dei ducati di Brabante e di Limburgo, Margherita di Male, figlia del conte di Fiandra, di Nevers e di Rethel, e di Borgogna e d'Artois, Luigi II di Male e di Margherita di Brabante (1323 - †1368), figlia del duca di Brabante e Limburgo, Giovanni III, e Maria d'Evreux. Era anche il fratello del Duca di Borgogna, conte di Borgogna (Franca Contea), Artois e Fiandre, Giovanni Senza paura.

## Biografia

Blasone dei Conti di Nevers della terza dinastia di Borgogna.

Come terzogenito della terza dinastia di Borgogna, Filippo non ricevette nessun feudo, ma, nel 1404, alla morte del padre Filippo II, suo fratello Giovanni divenne duca di Borgogna e rinunciò al titolo di conte di Nevers a favore di Filippo.
Mentre, nel 1406, quando, dopo essere divenuto duca di Brabante, alla morte della sua prozia, Giovanna di Brabante, suo fratello, Antonio, rinunciò al titolo di Conte di Rethel, a favore di Filippo.
Dopo che suo fratello Giovanni, divenuto il capo della casata di Borgogna, si era messo in urto con Luigi di Valois, duca d'Orleans e fratello del re di Francia, Carlo VI, Filippo si schierò a favore del fratello e, dopo l'assassinio di Luigi, nel 1407, di cui Giovanni Senza Paura era il mandante continuò ad appoggiarlo, entrando a far parte del partito dei Borgognoni, seguendolo anche contro il nuovo duca d'Orleans, Carlo, figlio di Luigi.
Filippo prese parte a qualche azione della guerra civile.

Filippo, in prime nozze, Filippo sposò, a Soissons, il 9 aprile 1409, Isabella di Coucy (?- † 1411), contessa di Soissons, figlia d'Enguerrand VII di Coucy, Conte di Soissons e d'Isabella di Lorena.
Rimasto vedovo, nel 1411, Filippo si risposò, in seconde nozze, a Beaumont-en-Artois, il 20 giugno 1413, con Bona d'Artois (1396- † 1425).
Ma quando gli inglesi invasero il nord della Francia, Filippo, nonostante suo fratello Giovanni rimanesse neutrale, rispose all'appello del re e si schierò con la casa reale, partecipando alla battaglia di Azincourt, del 24 ottobre 1415, dove perse la vita durante il combattimento.. Mentre suo fratello Antonio era stato fatto prigioniero e il giorno dopo fu ucciso insieme ad altri francesi prigionieri come lui.
A Filippo successe il figlio Carlo, di circa un anno, che venne messo sotto tutela dallo zio Giovanni Senza Paura e poi, alla morte di quest'ultimo, dal cugino, Filippo III il Buono.

## Discendenza
Filippo da Isabella ebbe due figli:
- Filippo (1410 - † tra il 1411 e il 1415);
- Margherita (1411 - † tra il 1411 e il 1412).

e anche da Bona ebbe due figli:
- Carlo (1414 † 1464), conte di Nevers e di Rethel;
- Giovanni (1415 † 1491), conte di Étampes, di Nevers, di Rethel e d'Eu.

## Ascendenza
|                                             |                  |                           | Genitori                  |  |  | Nonni |  |  | Bisnonni              |  |  | Trisnonni       |  |
|                                             |                  |                           |                           |  |  |       |  |  | Filippo VI di Francia |  |  | Carlo di Valois |  |
|                                             |                  |                           |                           |  |  |       |  |  | Filippo VI di Francia |  |  | Carlo di Valois |  |
|                                             |                  | Margherita d'Angiò        |                           |  |  |       |  |  | Filippo VI di Francia |  |  |                 |  |
| Giovanni II di Francia                      |                  |                           |                           |  |  |       |  |  | Filippo VI di Francia |  |  |                 |  |
|                                             |                  | Giovanna di Borgogna      | Roberto II di Borgogna    |  |  |       |  |  |                       |  |  |                 |  |
|                                             |                  | Giovanna di Borgogna      | Roberto II di Borgogna    |  |  |       |  |  |                       |  |  |                 |  |
|                                             |                  | Giovanna di Borgogna      | Agnese di Francia         |  |  |       |  |  |                       |  |  |                 |  |
| Filippo II di Borgogna                      |                  | Giovanna di Borgogna      |                           |  |  |       |  |  |                       |  |  |                 |  |
|                                             |                  | Giovanni I di Lussemburgo | Enrico VII di Lussemburgo |  |  |       |  |  |                       |  |  |                 |  |
|                                             |                  | Giovanni I di Lussemburgo | Enrico VII di Lussemburgo |  |  |       |  |  |                       |  |  |                 |  |
|                                             |                  | Giovanni I di Lussemburgo | Margherita di Brabante    |  |  |       |  |  |                       |  |  |                 |  |
| Bona di Lussemburgo                         |                  | Giovanni I di Lussemburgo |                           |  |  |       |  |  |                       |  |  |                 |  |
|                                             |                  | Elisabetta di Boemia      | Venceslao II di Boemia    |  |  |       |  |  |                       |  |  |                 |  |
|                                             |                  | Elisabetta di Boemia      | Venceslao II di Boemia    |  |  |       |  |  |                       |  |  |                 |  |
|                                             |                  | Elisabetta di Boemia      | Guta d'Asburgo            |  |  |       |  |  |                       |  |  |                 |  |
| Filippo di Nevers                           |                  | Elisabetta di Boemia      |                           |  |  |       |  |  |                       |  |  |                 |  |
|                                             | Luigi I di Crécy | Luigi I di Nevers         |                           |  |  |       |  |  |                       |  |  |                 |  |
|                                             | Luigi I di Crécy | Luigi I di Nevers         |                           |  |  |       |  |  |                       |  |  |                 |  |
|                                             | Luigi I di Crécy | Giovanna di Rethel        |                           |  |  |       |  |  |                       |  |  |                 |  |
| Luigi II di Fiandra                         | Luigi I di Crécy |                           |                           |  |  |       |  |  |                       |  |  |                 |  |
|                                             |                  | Margherita I di Borgogna  | Filippo V di Francia      |  |  |       |  |  |                       |  |  |                 |  |
|                                             |                  | Margherita I di Borgogna  | Filippo V di Francia      |  |  |       |  |  |                       |  |  |                 |  |
|                                             |                  | Margherita I di Borgogna  | Giovanna II di Borgogna   |  |  |       |  |  |                       |  |  |                 |  |
| Margherita III delle Fiandre                |                  | Margherita I di Borgogna  |                           |  |  |       |  |  |                       |  |  |                 |  |
|                                             |                  | Giovanni III del Brabante | Giovanni II di Brabante   |  |  |       |  |  |                       |  |  |                 |  |
|                                             |                  | Giovanni III del Brabante | Giovanni II di Brabante   |  |  |       |  |  |                       |  |  |                 |  |
|                                             |                  | Giovanni III del Brabante | Margherita d'Inghilterra  |  |  |       |  |  |                       |  |  |                 |  |
| Margherita di Brabante, contessa di Fiandra |                  | Giovanni III del Brabante |                           |  |  |       |  |  |                       |  |  |                 |  |
|                                             |                  | Maria d'Évreux            | Luigi d'Évreux            |  |  |       |  |  |                       |  |  |                 |  |
|                                             |                  | Maria d'Évreux            | Luigi d'Évreux            |  |  |       |  |  |                       |  |  |                 |  |
|                                             |                  | Maria d'Évreux            | Margherita d'Artois       |  |  |       |  |  |                       |  |  |                 |  |
|                                             |                  | Maria d'Évreux            |                           |  |  |       |  |  |                       |  |  |                 |  |